# Bad Loipersdorf
Bad Loipersdorf (–2019: Loipersdorf bei Fürstenfeld) is een gemeente in de Oostenrijkse deelstaat Stiermarken, en maakt deel uit van het district Fürstenfeld.
Loipersdorf bei Fürstenfeld telt 1397 inwoners.

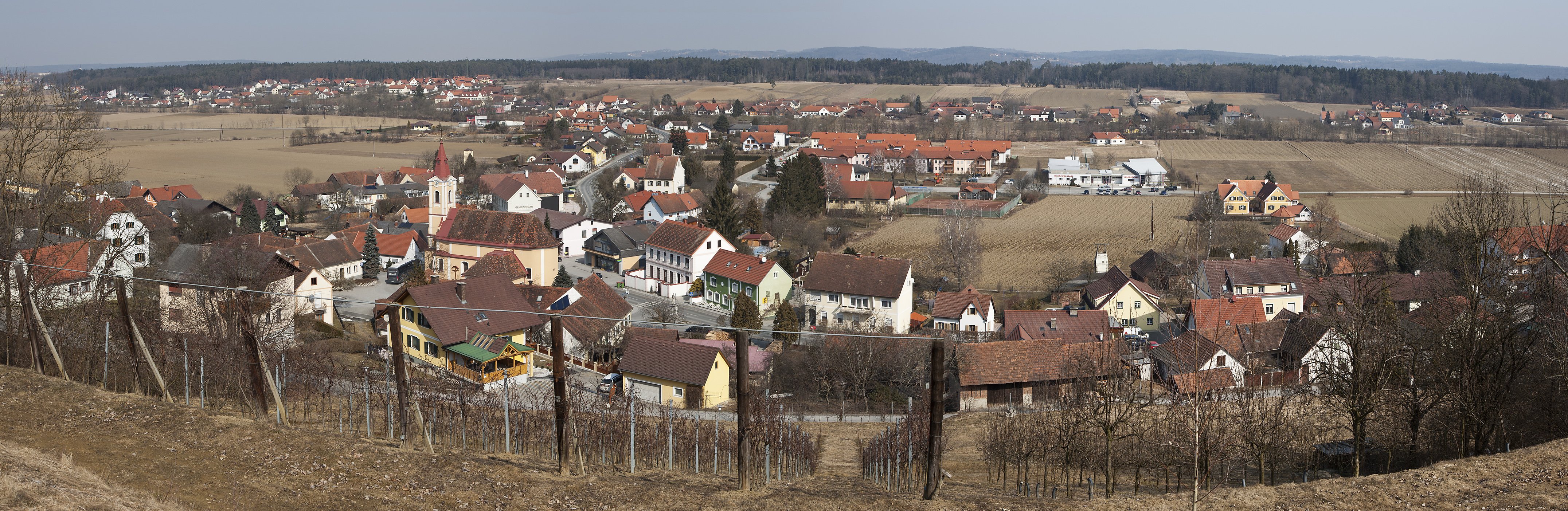
Loipersdorf en Dietersdorf, gezien vanuit het zuiden
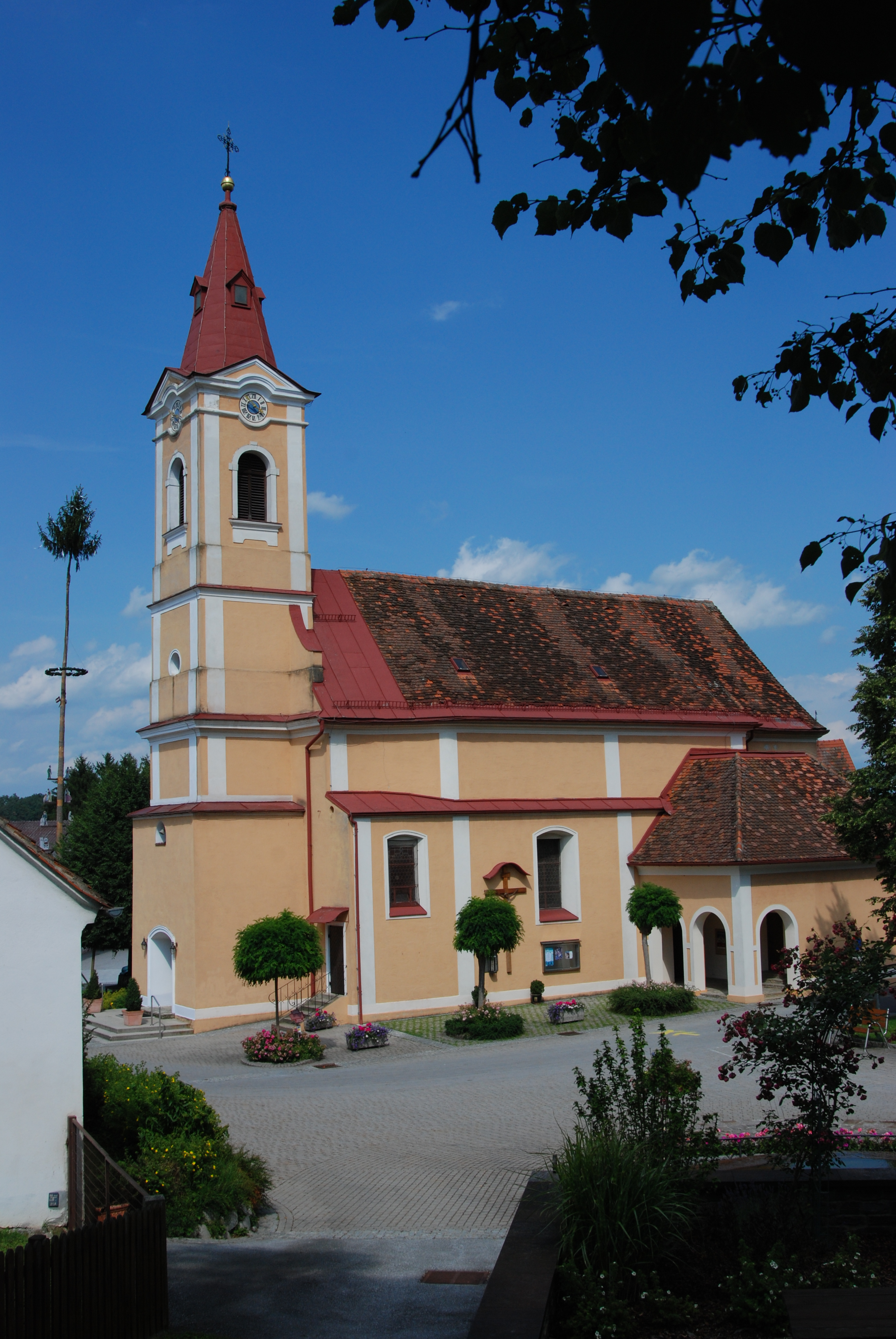
Kerk in Loipersdorf
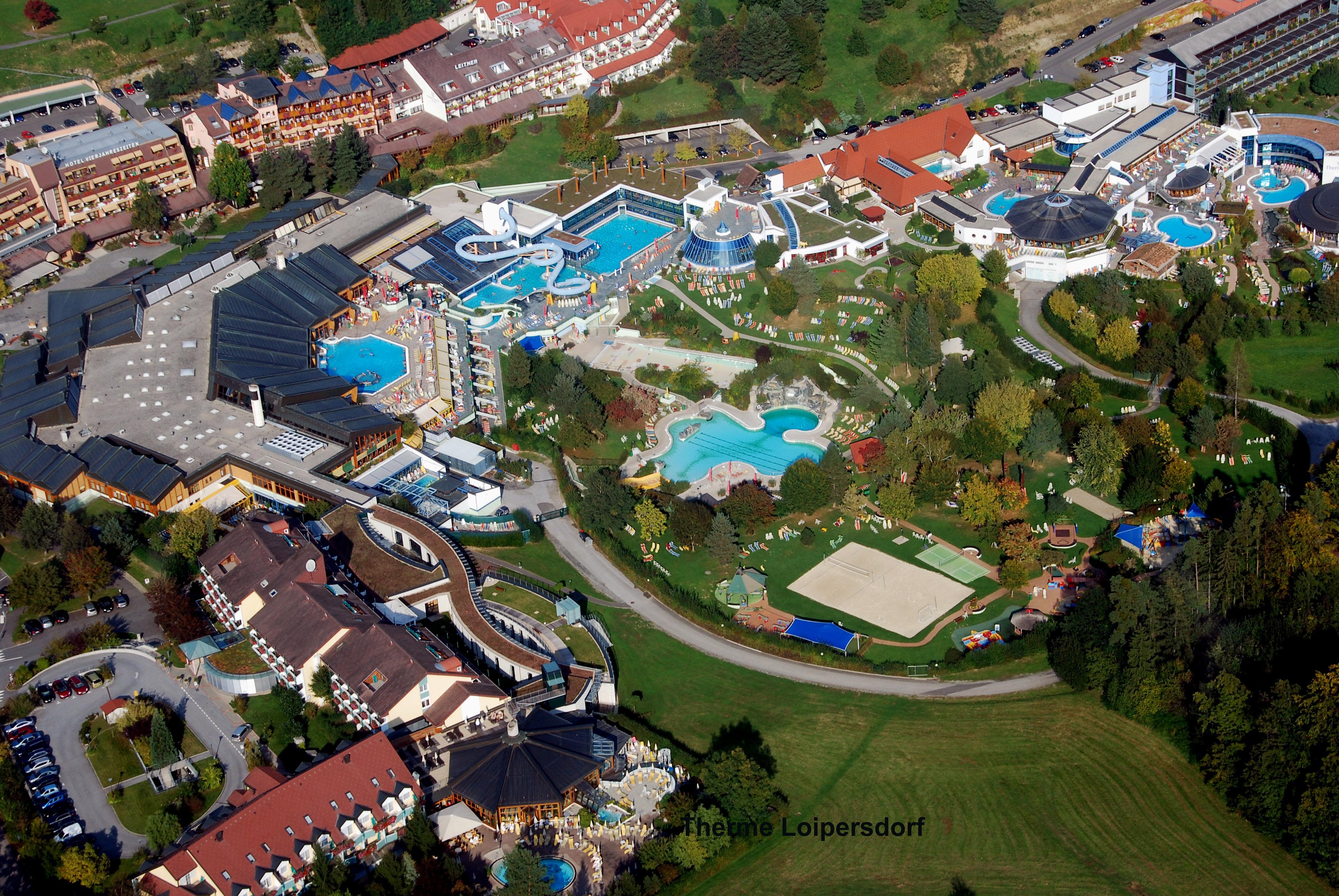
Thermen in Loipersdorf
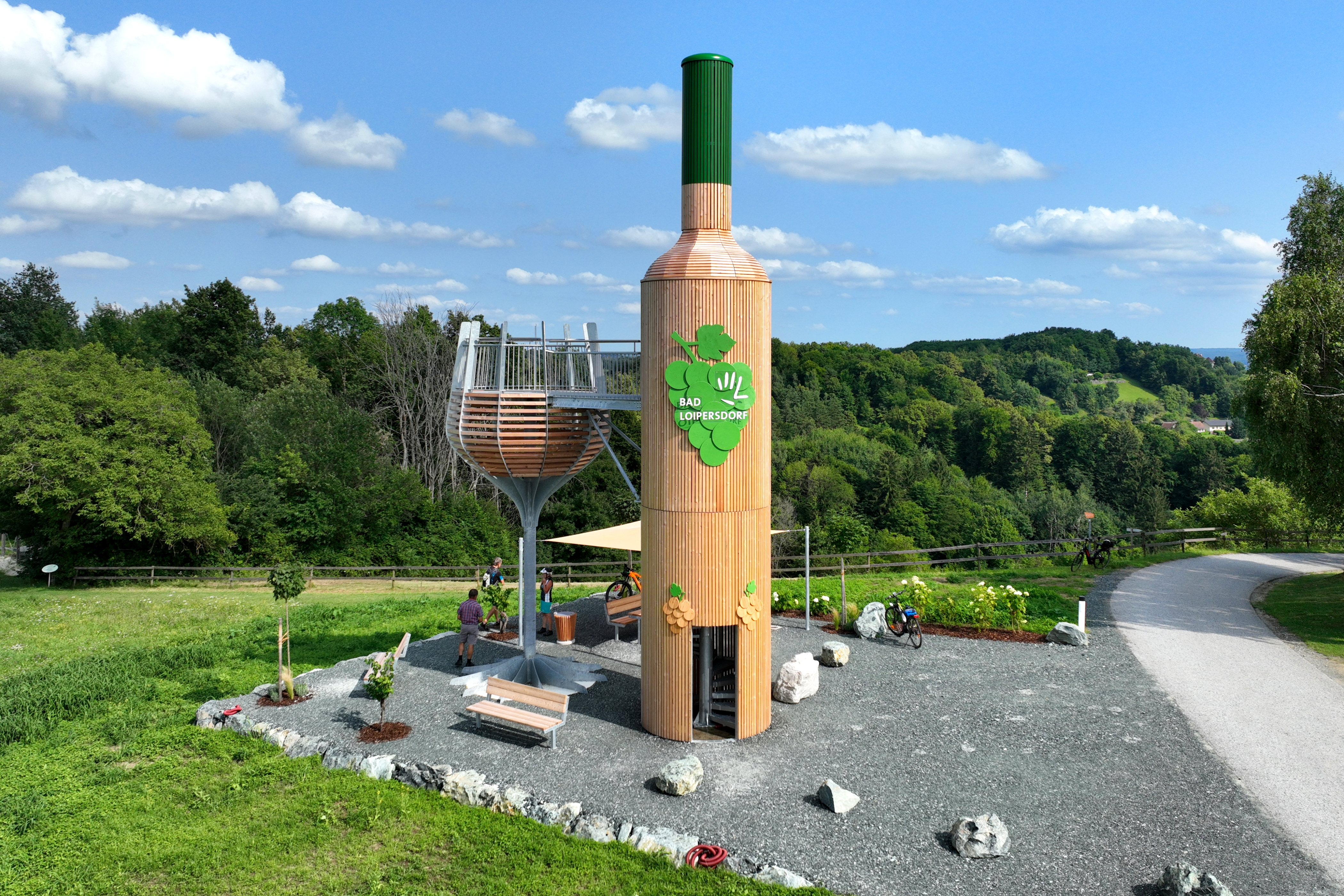
Uitzichtpunt in de vorm van een wijnfles en wijnglas

Bad Blumau · Bad Loipersdorf ·Bad Waltersdorf · Buch-St. Magdalena · Burgau · Dechantskirchen · Ebersdorf · Feistritztal · Friedberg · Fürstenfeld · Grafendorf bei Hartberg · Greinbach · Großsteinbach · Großwilfersdorf · Hartberg · Hartberg Umgebung · Hartl · Ilz · Kaindorf · Lafnitz ·  Neudau · Ottendorf an der Rittschein · Pinggau · Pöllau · Pöllauberg · Rohr bei Hartberg · Rohrbach an der Lafnitz · Sankt Jakob im Walde · Sankt Johann in der Haide · Sankt Lorenzen am Wechsel · Schäffern · Söchau · Stubenberg · Vorau · Waldbach · Wenigzell-Mönichwald
- Virtual International Authority File: 235661164
- WorldCat: E39PBJtRQVb7CK8VtJbWHKJxDq